# Mildred Cooke
Lady Mildred Cooke, baronessa Burghley (Romford, 24 agosto 1525 – Cecil House, 4 aprile 1589), è stata una nobildonna e poetessa inglese, consorte del potente consigliere della regina Elisabetta I, William Cecil, I barone Burghley. Fu, inoltre, particolarmente nota per la sua vasta cultura.

## Biografia

### Infanzia ed educazione
Era la primogenita di sir Anthony Cooke, unico figlio di John Cooke e di Alice Saunders, e di sua moglie, Anne Fitzwilliam, figlia di sir William Fitzwilliam, sceriffo di Londra, e della sua prima moglie, Anne Hawes, la figlia di sir John Hawes.
Studiò latino e greco, dove si appassionò alla traduzione.

### Matrimonio
Sposò, il 21 dicembre 1545, William Cecil, I barone Burghley, diventandone la seconda moglie. Ebbero sei figli, ma solo tre raggiunsero l'età adulta.
Mildred non pubblicò mai le sue traduzioni, ma si occupò di carità insieme Anne Stanhope, moglie di Edward Seymour, I duca di Somerset.

### Morte
Lady Burghley morì il 4 aprile 1589, dopo 43 anni di matrimonio. Fu sepolta con la figlia, Anne, contessa di Oxford, nell'abbazia di Westminster.

## Discendenza
Lady Mildred e William Cecil, I barone Burghley ebbero sei figli ma solo tre raggiunsero l'età adulta:
- Lady Elizabeth Cecil, sposò William Wentworth, non ebbero figli;
- Lady Anne Cecil (1556-1589), sposò Edward de Vere, XVII conte di Oxford, ebbero cinque figli;
- Robert Cecil, I conte di Salisbury (1º giugno 1563-24 maggio 1612).